# Абилин (Техас)
А́билин (англ. Abilene) — город в США, расположенный в центральной части штата Техас на реке Элм-Крик (приток реки Бразос). Административный центр округа Тейлор. По данным переписи за 2010 год число жителей составляло 117 063 человека, по оценке Бюро переписи США в 2019 году в городе проживало 124 156 человек. Площадь города — 286,5 км².

## История
Территория современного Абилина стала впервые осваиваться белыми поселенцами в середине XIX века, в основном охотниками на бизонов и армией, основавшей форт Фантом-Хилл, оставленный ею к 1870-м годам, когда индейцы (апачи) окончательно покинули центральную часть Техаса. В 1881 году был создан железнодорожный узел Техасско-Тихоокеанской дороги, давшей начало поселению (статус города с 1882 года), названному в честь Абилина в штате Канзас, тогдашнему центру скотоводства. После бума 1920—1930-х годах город стал экономически ослабевать, и лишь создание базы ВВС США в 1953 году помогло остановить упадок города.
Центр важного сельскохозяйственного района и нефтедобычи. В городе развито производство хлопкового масла и кормов (жмыхи).
Занимает 17 место среди городов США по уровню высшего образования, имея наивысший рейтинг в Техасе. В городе находятся три университета — (Христианский Университет Абилина, Университет Гардин-Симмонс и Университет Макмерри).
В Абилине находится большое количество различных христианских церквей, играющих важную роль в жизни города. Ежегодно в сентябре проводится Западно-Техасская ярмарка, а также множество скотоводческих выставок и родео. В пределах Абилина находятся 29 парков, зоопарк, три спортивных комплекса, семейный развлекательный центр. В первое воскресенье апреля ежегодно отмечается день города.
Среди достопримечательностей — небольшой исторический центр, застроенный зданиями 1920—1940-х годах, музеи «Грейс» (изобразительное искусство) и «Фронтир Тексас» (музей Дикого Запада), кинотеатр «Парамаунт» 1936 года в стиле ар-деко. В пригороде расположены исторический посёлок Буффало-Гэп (воссоздан облик начала XX века) и заповедник Абилина, в котором расположено искусственное озеро Абилин, которое снабжает город водой.
Рядом с городом расположена авиабаза Дайс.
Существует одноимённый городу парадокс.

## Климат
| Показатель                    | Янв.  | Фев.  | Март  | Апр. | Май  | Июнь | Июль | Авг. | Сен. | Окт. | Нояб. | Дек.  | Год   |
| ----------------------------- | ----- | ----- | ----- | ---- | ---- | ---- | ---- | ---- | ---- | ---- | ----- | ----- | ----- |
| Абсолютный максимум, °C       | 32,2  | 34,4  | 36,6  | 40,0 | 42,7 | 43,3 | 43,3 | 43,8 | 41,6 | 39,4 | 33,3  | 31,6  | 43,8  |
| Средний суточный максимум, °C | 13,7  | 15,8  | 20,3  | 25,1 | 29,2 | 32,5 | 34,5 | 34,4 | 30,4 | 25,1 | 19,0  | 13,8  | 24,5  |
| Средняя температура, °C       | 7,1   | 9,2   | 13,5  | 18,1 | 22,7 | 26,4 | 28,3 | 28,2 | 24,1 | 18,8 | 12,5  | 7,4   | 18,1  |
| Средний суточный минимум, °C  | 0,6   | 2,6   | 6,7   | 11,1 | 16,3 | 20,3 | 22,2 | 22,0 | 17,8 | 12,4 | 6,1   | 1,0   | 11,6  |
| Абсолютный минимум, °C        | −22,7 | −21,6 | −12,7 | −3,8 | 0,5  | 6,6  | 12,2 | 8,8  | 3,3  | −5   | −10,5 | −21,6 | −22,7 |
| Норма осадков, мм             | 25    | 34    | 43    | 41   | 80   | 90   | 47   | 65   | 56   | 75   | 35    | 31    | 629   |
| Источник: NWS                 |       |       |       |      |      |      |      |      |      |      |       |       |       |

## Население
Согласно переписи населения 2010 года в городе проживало 117 063 человека, было 46 612 домохозяйств и 27 923 семьи. Расовый состав города: 75,5 % — белые, 9,6 % — афроамериканцы, 0,7 % — коренные жители США, 1,7 % — азиаты, 0,1 % — жители Гавайев или Океании, 9,2 % — другие расы, 3,3 % — две и более расы. Число испаноязычных жителей любых рас составило 24,5 %.
Из 46 612 домохозяйств, в 33 % живут дети младше 18 лет. 45,8 % домохозяйств представляли собой совместно проживающие супружеские пары (20,2 % с детьми младше 18 лет), в 13,7 % домохозяйств женщины проживали без мужей, в 4,6 % домохозяйств мужчины проживали без жён, 36 % домохозяйств не являлись семьями. В 28,7 % домохозяйств проживал только один человек, 9,9 % составляли одинокие пожилые люди (старше 65 лет). Средний размер домохозяйства составлял 2,46. Средний размер семьи — 3,04 человека.
Население города по возрастному диапазону распределилось следующим образом: 27,5 % — жители младше 20 лет, 32,2 % находятся в возрасте от 20 до 39, 27,7 % — от 40 до 64, 12,5 % — 65 лет и старше. Средний возраст составляет 31,7 года.
Согласно данным пятилетнего опроса 2019 года, средний доход домохозяйства в Абилине составляет 47 689 долларов США в год, средний доход семьи — 58 431 доллар. Доход на душу населения в городе составляет 23 756 долларов. Около 12,4 % семей и 17 % населения находятся за чертой бедности. В том числе 21,2 % в возрасте до 18 лет и 10,3 % в возрасте 65 и старше.

## Города-побратимы
- Коринф, Греция
- Рио-Куарто, Аргентина
- Чита, Россия (с 1996 года)